# Porfyryi Martynovytch
Porfyryi Martynovytch (en ukrainien : Порфирій Денисович Мартинович, en russe : Порфирий Денисович Мартынович), né en 1856 dans le raïon de Krasnohrad et mort en 1933 à Krasnohrad, est un peintre russo-ukrainien.
Il est connu pour être le séminariste sur le tableau « Les Cosaques zaporogues écrivant une lettre au sultan de Turquie » d'Ilia Répine.

## Œuvres

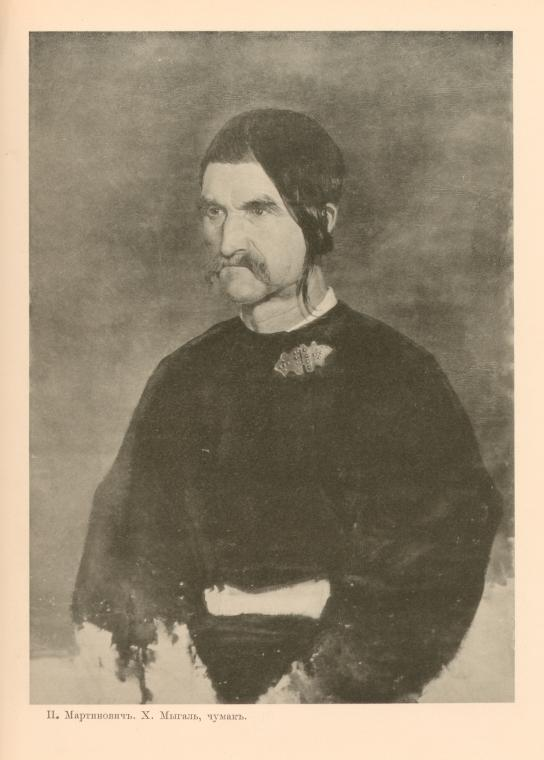
Tchoumak.
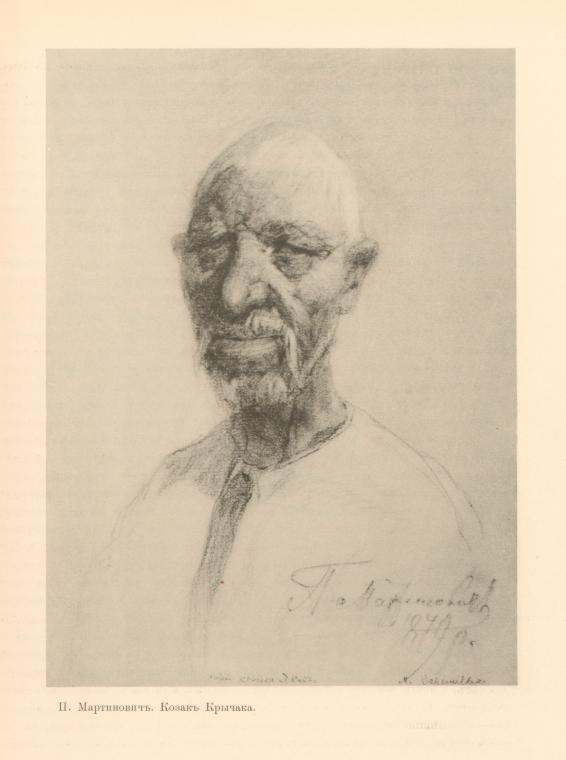
Cosaque.
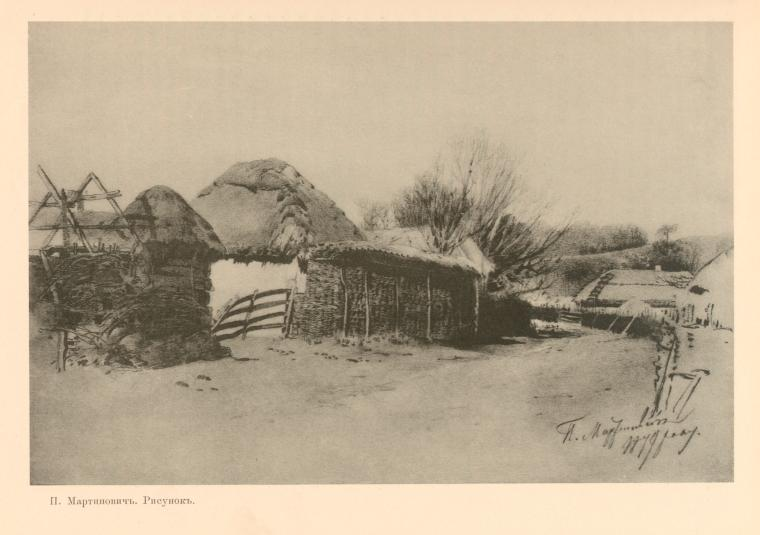
Maison de chaumes.
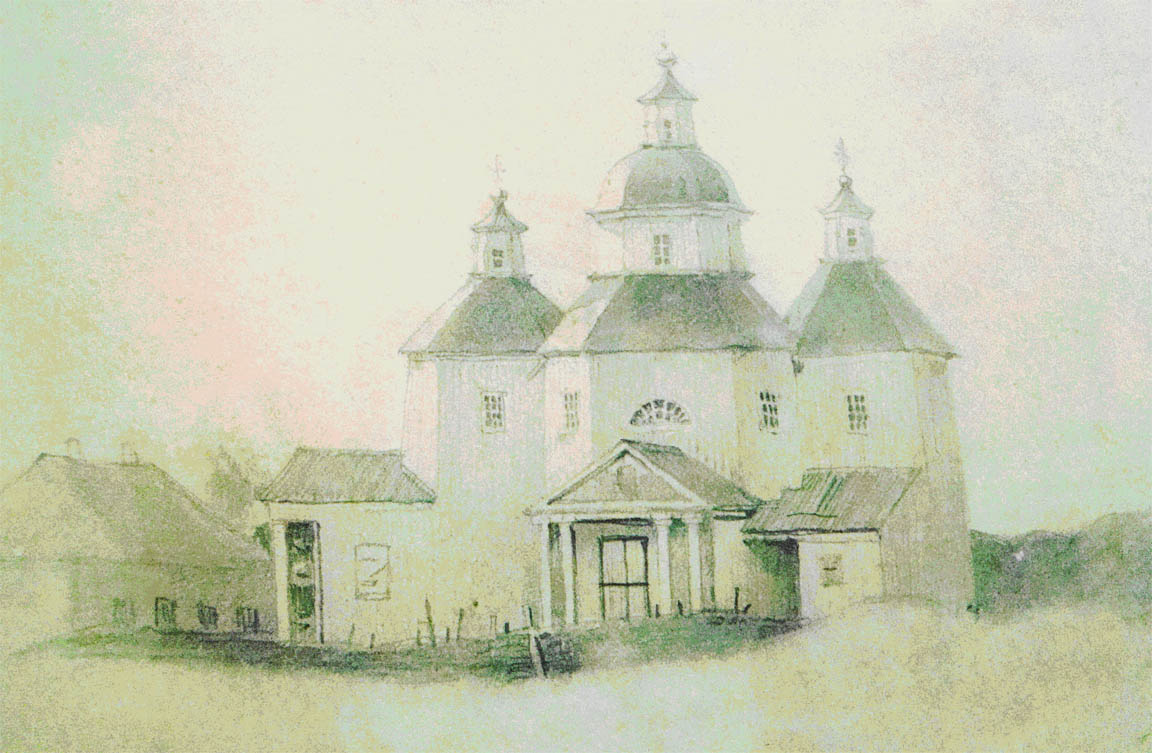
Église de Seminivka.
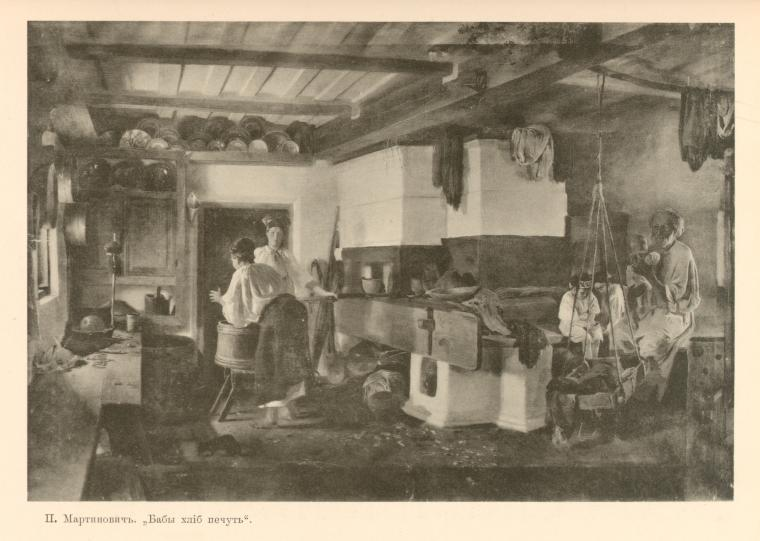
Isba avec son four à pain et le landau.